# Gosztola Adél
Gosztola Adél (Celldömölk, 1972. február 21. –) magyar színésznő.

## Életpályája
Celldömölkön született, 1972. február 21-én. Szülővárosában a  Berzsenyi Dániel Gimnáziumban érettségizett. Színi tanulmányait Zalaegerszegen a Hevesi Sándor Színház Színészképző Stúdiójában kezdte, 1993-ban végzett. 1990-től a Hevesi Sándor Színház előadásaiban szerepelt. 1993-tól 2015-ig a nyíregyházi Móricz Zsigmond Színház színésznője volt. 1997-től, nyaranta Nyíregyházán, a Nap-folt Produkció előadásainak producereként, szervezőjeként is tevékenykedett és természetesen színésznőként is közreműködött. 
2003-tól hét évig a Móricz Zsigmond Színház művészeti titkáraként és kommunikációs vezetőjeként is foglalkoztatták. Emellett beszédtanárként, drámapedagógusként és kommunikációs trénerként is dolgozott. 2015-től a Turay Ida Színház, 2018-tól a Vígszínház művészeti főtitkára, 2021. novemberétől a Színház- és Filmművészeti Egyetem Sinkovits Imre Színházművészeti Intézetének művészeti menedzsere. Színésznőként játszik a Pódium Színházban, valamint önálló estjeivel rendszeresen fellép. Jelenleg a Déryné Társulat művészeti titkára. 
Férje Szalma Tamás Jászai Mari-díjas színművész.

## Fontosabb színházi szerepei
- Idelenn – Jelenetek Makszim Gorkij: Éjjeli menedékhely című színműve alapján... Klimpír (1993/1994 Zalaegerszeg)
- Georges Feydeau: Fel is út, le is út!... Viviane ( 1993/1994 Zalaegerszeg)
- Niccolò Machiavelli: Mandragóra... Lukrécia (1993. nyár Kőszegi Várszínház)
- Horváth Péter – Presser Gábor – Sztevanovity Dusán: A padlás... Süni ( 1992.)
- William Shakespeare: Othello... Bianca (1993/1994 MZSSZ)
- Sławomir Mrożek: Tangó... Ala (1993/1994 MZSSZ)
- Móricz Zsigmond: Sári bíró... Lizi; Manci (1993/1994 MZSSZ)
- William Shakespeare: Szentivánéji álom... Heléna, szerelmes Demetriusba
- William Shakespeare: Szeget szeggel... Mari Anna, Angelo volt menyasszonya
- William Shakespeare: Rómeó és Júlia... Capuletné
- Molière: Tartuffe... Mariane, Orgon lánya, Valér szerelme (1999/2000 MZSSZ)
- Molière: A mizantróp... Eliante (1996/1997 MZSSZ)
- Szophoklész: Antigoné... Eurüdiké
- Jaroslav Hašek: Svejk... szereplő (1996/1997 MZSSZ)
- Fazekas Mihály – Schwajda György: Lúdas Matyi... Galiba (1998/1999 MZSSZ)
- Tóth Ede: A falu rossza... Tarisznyásné (1999/2000 MZSSZ)
- Jókai Mór: A kőszívű ember fiai... Plankenhorst báróné
- Nóti Károly: Nyitott ablak... Piri, Polgármesterék lánya (1993/1994 MZSSZ)
- Zágon István – Nóti Károly: Hyppolit, a lakáj... Terka, Schneiderék lánya (1995/1996 MZSSZ)
- Móricz Zsigmond: Tündérkert... Palotsay Anna (1996/1997 MZSSZ)
- Molnár Ferenc: Úri divat... Paula (1996/1997 MZSSZ)
- Szép Ernő: Vőlegény... Pendzsi (1996/1997 MZSSZ)
- Bródy Sándor: A tanítónő... Hray Ida (1998/1999 MZSSZ)
- Örkény István: Pisti a vérzivatarban... Szőke lány (1993/1994 MZSSZ)
- Remenyik Zsigmond: Vén Európa Hotel... Aguida (1996/1997 MZSSZ)
- Fodor László: Érettségi... Horváth Kató (1994/1995 MZSSZ)
- Rákoss Péter – Bornai Tibor: Mumus... Lina (1993/1994 MZSSZ)
- Szabó Tünde – Petőfi Sándor: A hóhér kötele... Róza (1998/1999 MZSSZ)
- Fejes Endre – Presser Gábor – Sztevanovity Dusán: Jó estét nyár, jó estét szerelem... Ilona (1994/1995 MZSSZ)
- Fodor – Lakatos – Fekete: Kasszasiker, avagy kapom a bankot (1994/1995 MZSSZ)
- Jonathan Swift: Gulliver az óriások földjén... Glumdálkincs királykisasszony (1996/1997 MZSSZ)
- Colin Higgins: Maude és Harold... Nancy Korsch (1993/1994 MZSSZ)
- Peter Weiss: Jean-Paul Marat üldöztetése és meggyilkolása, ahogy a charentoni elmegyógyintézet színjátszói előadják de Sade úr betanításában... Rozi (1994/1995 MZSSZ)
- Divinyi Réka: Árgyélus királyfi és Tündérszép Ilona... Métely; Napsugár
- Howard Ashman – Alan Menken: Rémségek kicsiny boltja... Audrey ( 1997. nyár)
- John-Michael Tebelak – Stephen Schwartz: Godspell... szereplő ( 1998. nyár)
- Paul Pörtner: Hajmeresztő... Barbara Demarco, fodrászlány ( 2001. nyár)
- Ray Cooney: Páratlan páros... Mary
- Anthony Marriott – Alistair Foot: Csak semmi szexet kérem, angolok vagyunk... Frances (1999/2000 MZSSZ)
- Robert Harley: Ismerősök (Acélmagnóliák)... Shelby (1995/1996 MZSSZ)
- Lillian Hellman: A kis rókák... Elisabeth, Giddensék lánya (1996/1997 MZSSZ)
- Móricz Zsigmond– Kocsák Tibor – Miklós Tibor: Légy jó mindhalálig... Viola
- Szilágyi László – Eisemann Mihály: Én és a kisöcsém... Kelemen Kató ( 2000. nyár)
- William Somerset Maugham: Imádok férjhez menni... Victoria (1999. nyár)
- Móricz Zsigmond – Tasnádi István: Annuska... Őrzse
- Móricz Zsigmond: Naplók... Janka; Mária; Olga; Sári
- Móricz Zsigmond: Pillangó... Marótiné ( 2014/2015 MZSSZ)
- Barta Lajos: Szerelem... Nelli (2001/2002 MZSSZ)
- Márai Sándor: Kaland... Szobalány és énekesnő
- Pozsgai Zsolt: Liselotte és a május... Liselotte
- Bagossy László: A sötétben látó tündér... A sötétben látó tündér
- Csukás István: Utazás a szempillám mögött... Anya; Hangya
- Vajda Katalin – Fábri Péter: Anconai szerelmesek... Dorina, Tomao házvezetőnője ( 2000/2001 MZSSZ)
- Vajda Katalin – Fábri Péter: Anconai szerelmesek 2. ... Dorina, Tomao élettársa
- Harsányi Gábor: Édes alkony... Frida, Vili felesége
- Szokolai Brigitta: Kukorica-derce avagy A talléros kalap és más mesék... Rozáli, özvegyasszony
- Ray Cooney: Család ellen nincs orvosság... Rosemary Mortimore (2005/2006 MZSSZ)
- Marc Camoletti: Leszállás Párizsban... Jacquelin (2009. nyár)
- Noël Coward: Vidám kísértet... Ruth (2010. nyár)
- Bernard Slade: Jövőre veled ugyanitt... Doris ( 2006. nyár)
- Nick Whiteby: Lenni vagy nem lenni... Maria Tura
- Pozsgai Zsolt: Boldog bolondok...Constanze (2014. nyár)
- Pénzes Csaba: Karády – Arc a tükörben... Karády Katalin ( 2008. nyár)
- Kálmán Imre: Csárdáskirálynő... Cecília

## Filmek, tv
- Kisváros (sorozat)

- Gyilkos hírek 1 – 2. című részek (2001)... Szalai Éva
- Egyszer volt Budán Bödör Gáspár (2020)... Ellenőr
- Jóban Rosszban (2022)... Bentes Júlia